# カンムリクロフウキンチョウ
カンムリクロフウキンチョウ (Tachyphonus cristatus)は、スズメ目フウキンチョウ科の鳥類。

## 分布
南アメリカ

## 保全状況評価
- LEAST CONCERN (IUCN Red List Ver. 3.1 (2001))
[1]

## 参照・注釈
1. ↑  Tachyphonus cristatus  (Species Factsheet by BirdLife International)